# Eisenberg (Allgäu)
Eisenberg ist eine Gemeinde im schwäbischen Landkreis Ostallgäu. Die Gemeinde ist Mitglied der Verwaltungsgemeinschaft Seeg.

## Geographie

### Gemeindegliederung
Die Gemeinde liegt in der Planungsregion Allgäu. Das Gemeindegebiet besteht nur aus der Gemarkung Eisenberg.
Es gibt 17 Gemeindeteile (in Klammern ist der Siedlungstyp angegeben):
- Baumgarten (Weiler)
- Eisenberg (Dorf)
- Gschrift (Einöde)
- Holz (Weiler)
- Hummel (Einöde)
- Kögel (Einöde)
- Lieben (Weiler)
- Oberdolden (Weiler)
- Oberreuten (Weiler)
- Osterreuten (Weiler)
- Schweinegg (Weiler)
- Speiden (Kirchdorf)
- Stockach (Einöde)
- Unterdolden (Weiler)
- Unterreuten (Weiler)
- Weizern (Dorf)
- Zell (Pfarrdorf)

### Geologie
Am Schrofeneck westlich des Weilers Holz liegt ein ehemaliger Steinbruch mit sehr weit nördlich gelegenen Aufschlüssen von Reiselsberger Sandstein.

## Geschichte

### Bis zur Gemeindegründung
Die Herrschaft Eisenberg war ursprünglich Eigentum der Herren von Hohenegg. 1382 übergab Bertold von Hohenegg seinen Besitz an Herzog Leopold III. von Österreich (1351–1386), um ihn anschließend für sich und seine Erben als Lehen wieder zu erhalten. Erbin war seine Tochter Anna, die vor 1376 den Friedrich von Freyberg ehelichte.
Im 15. Jahrhundert spalteten sich zwei selbständige Besitzkomplexe ab: Ca. 1420 die Herrschaft Freyberg-Eisenberg-Hohenfreyberg mit dem Amtmannsitz in Zell und 1467 die Herrschaft Freyberg-Eisenberg-Hopferau mit dem Amtmannsitz in Hopferau. Der eisenbergische Amtmann wohnte im Schlösschen in Weizern. Dort hatten die Freiherrn von Freyberg-Eisenberg zu Eisenberg ein Niedergericht für ihren Herrschaftsbereich eingerichtet.
Mit der Rheinbundakte 1806 kam Eisenberg zu Bayern und im Zuge der bayerischen Verwaltungsreformen entstand mit dem Gemeindeedikt von 1818 die heutige Gemeinde.

### Einwohnerentwicklung
Zwischen 1988 und 2008 wuchs Eisenberg um 304 Einwohner bzw. ca. 34 %. Zwischen 1988 und 2018 wuchs die Gemeinde von 895 auf 1180 um 285 Einwohner bzw. um 31,8 %. 
Die nachfolgenden Zahlen beziehen sich auf den Gebietsstand vom 25. Mai 1987. 

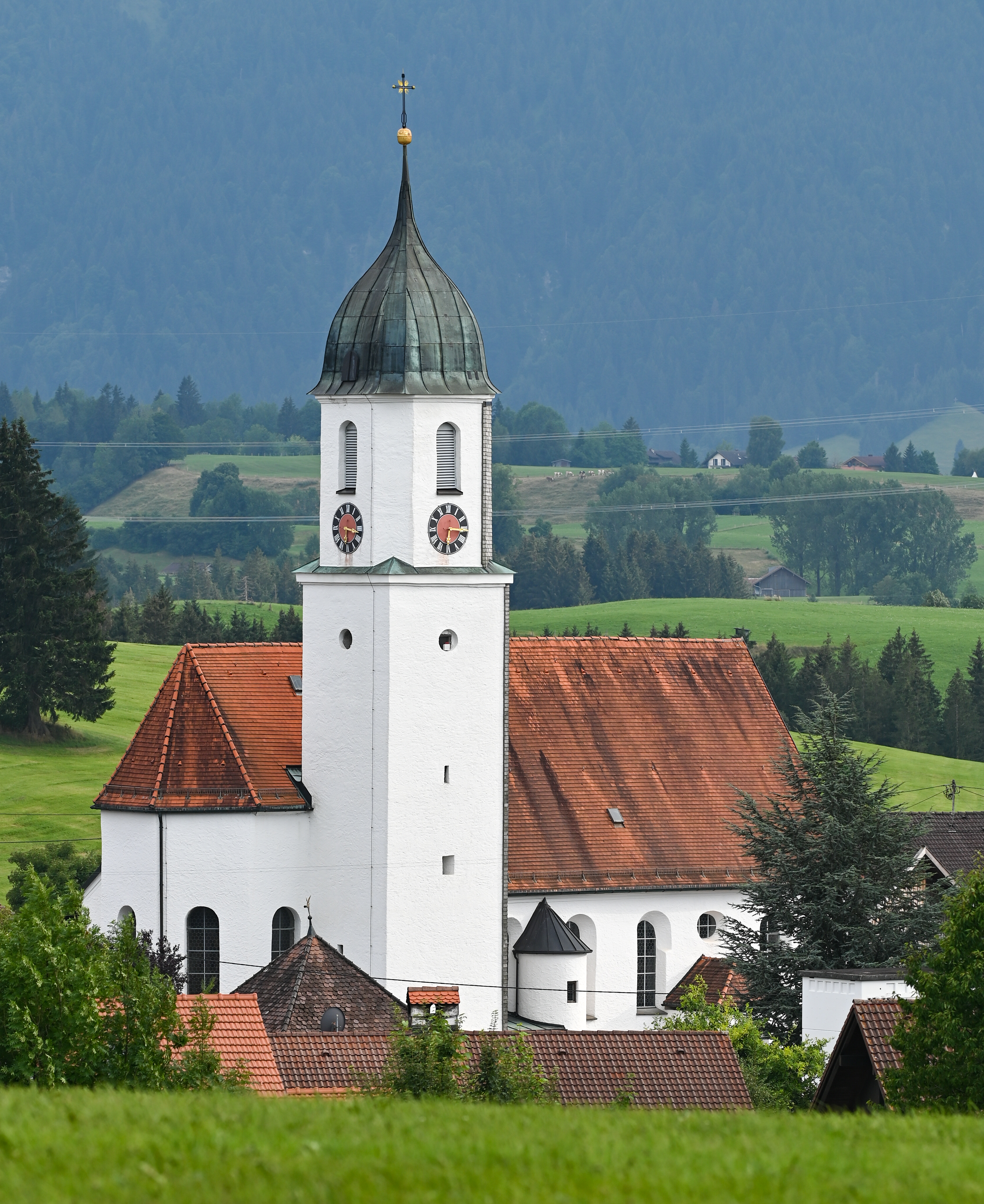
Die Pfarrkirche St. Moritz in Zell

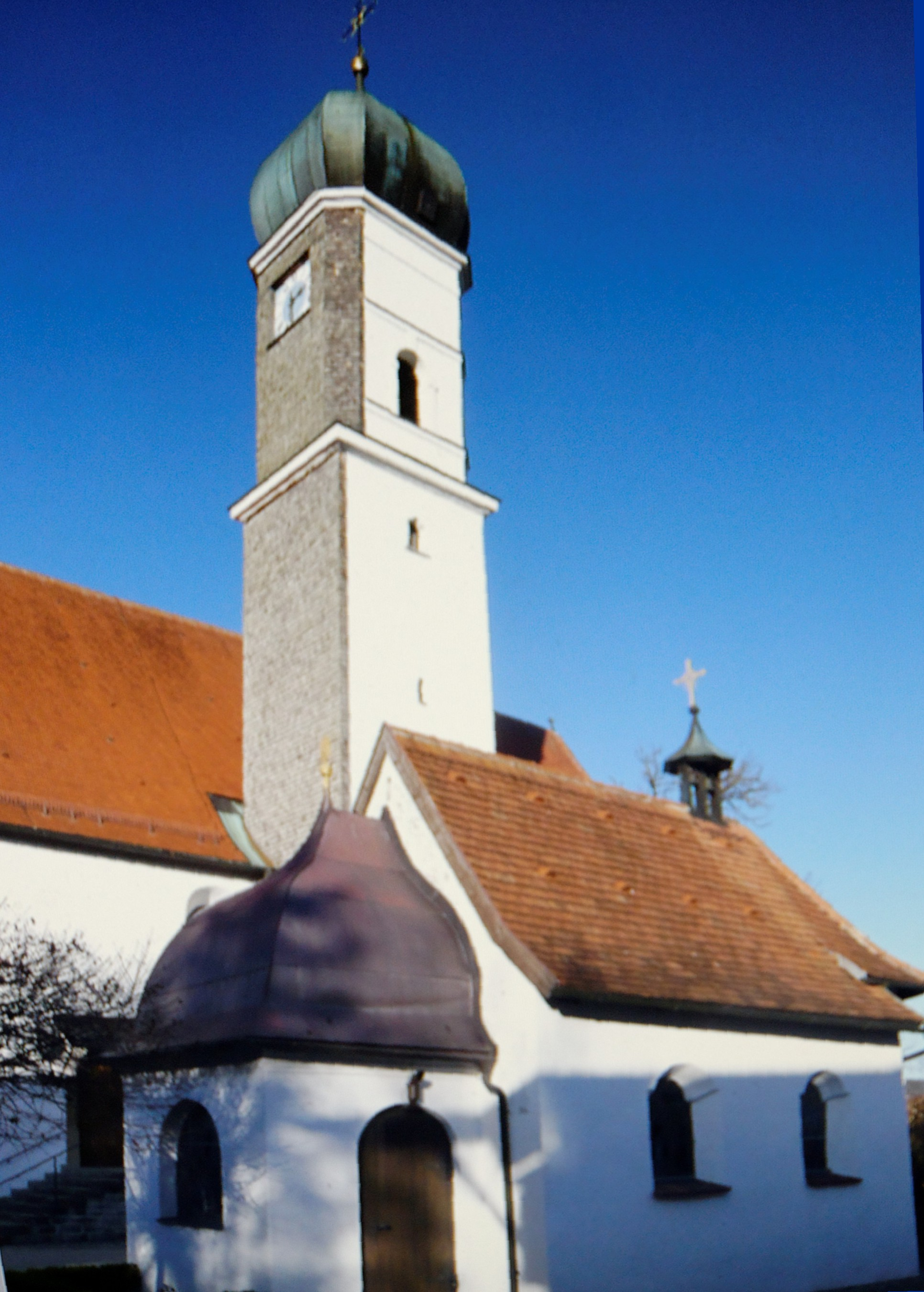
Die Wallfahrtskirche Mariahilf in Speiden

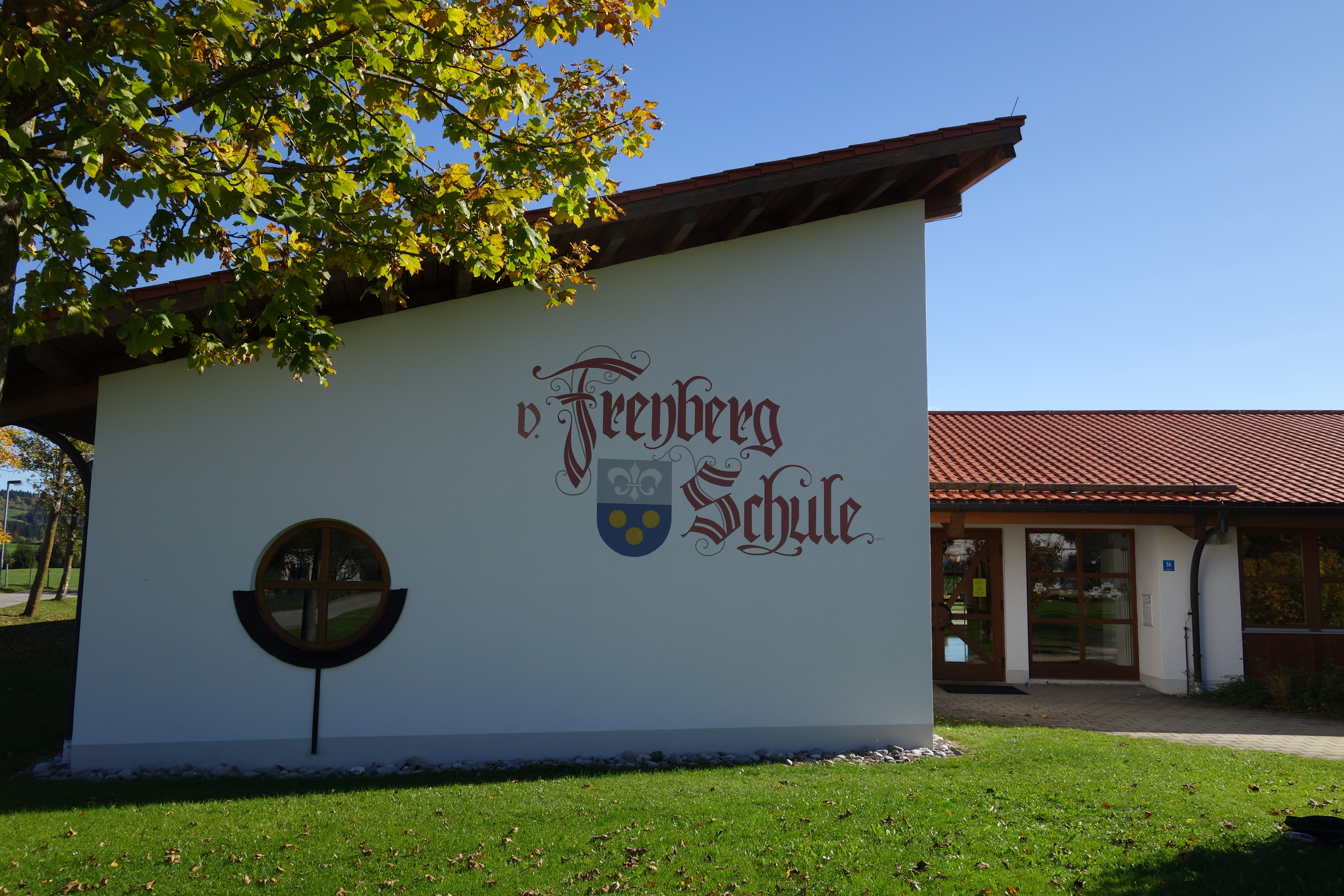
Die Von-Freyberg-Grundschule in Speiden trägt Namen und Wappen der Familie von Freyberg

| Bevölkerungsentwicklung | Bevölkerungsentwicklung | Bevölkerungsentwicklung | Bevölkerungsentwicklung | Bevölkerungsentwicklung | Bevölkerungsentwicklung | Bevölkerungsentwicklung | Bevölkerungsentwicklung | Bevölkerungsentwicklung | Bevölkerungsentwicklung | Bevölkerungsentwicklung | Bevölkerungsentwicklung | Bevölkerungsentwicklung | Bevölkerungsentwicklung | Bevölkerungsentwicklung |
| ----------------------- | ----------------------- | ----------------------- | ----------------------- | ----------------------- | ----------------------- | ----------------------- | ----------------------- | ----------------------- | ----------------------- | ----------------------- | ----------------------- | ----------------------- | ----------------------- | ----------------------- |
| Jahr                    | 1840                    | 1900                    | 1939                    | 1950                    | 1961                    | 1970                    | 1987                    | 1991                    | 1995                    | 2000                    | 2005                    | 2010                    | 2015                    | 2020                    |
| Einwohner               | 493                     | 549                     | 547                     | 767                     | 749                     | 742                     | 870                     | 979                     | 1127                    | 1204                    | 1222                    | 1187                    | 1189                    | 1218                    |

## Politik

### Bürgermeister
Erster Bürgermeister ist seit Mai 2014 Manfred Kössel (Überparteiliche Wählergemeinschaft).

### Wappen
| Wappen von Eisenberg (Allgäu) | Blasonierung: „Geteilt von Silber und Blau; oben schräg gekreuzt ein gestürztes rotes Schwert mit goldenem Griff und eine rote Lanze mit goldener Spitze und abhängendem rotem Fähnchen, darin ein durchgehendes goldenes Balkenkreuz; unten drei, zwei zu eins gestellte goldene Kugeln.“ |
| Wappen von Eisenberg (Allgäu) | Wappenbegründung: Schwert und Lanze sind die Insignien von St. Moritz, dem Patron der Pfarrkirche. Der geteilte Schild mit den drei goldenen Kugeln ist das Wappen der Familie von Freyberg, der ehemaligen Ortsherrschaft. Dieses Wappen wird seit 1970 geführt.                          |

## Wirtschaft und Infrastruktur
Es gab 2020 im Bereich der Land- und Forstwirtschaft keine, im produzierenden Gewerbe 134 und im Bereich Handel und Verkehr 112 sozialversicherungspflichtig Beschäftigte. In den sonstigen Wirtschaftsbereichen waren keine Personen sozialversicherungspflichtig beschäftigt. Sozialversicherungspflichtig Beschäftigte am Wohnort gab es insgesamt 493. Im verarbeitenden Gewerbe gab es keine, im Bauhauptgewerbe drei Betriebe. Zudem bestanden im Jahr 2016 32 landwirtschaftliche Betriebe mit einer landwirtschaftlich genutzten Fläche von 933ha (mit zu 100 % Dauergrünfläche).
Eine wichtige Erwerbsquelle ist auch der Fremdenverkehr.

### Radfernweg
Eisenberg liegt am Bodensee-Königssee-Radweg, welcher in Lindau beginnt und zum Königssee bei Berchtesgaden führt. Von Sonthofen führt er über Oy-Mittelberg, Nesselwang und den Ortsteil Zell nach Eisenberg und weiter über den Ortsteil Speiden und über Hopferau nach Füssen.

### Wasserversorgung
Die gemeindliche Wasserversorgung erfolgt über zwei Brunnen am Nordrand der Gemeinde beim Ortsteil Bach der Gemeinde Seeg. Beide Brunnen werden durch ein ca. 40 ha großes Wasserschutzgebiet geschützt.

## Kultur

### Sehenswürdigkeiten
Der Pfarrort ist Zell mit der Pfarrkirche St. Moritz. Im Ortsteil Speiden steht die Wallfahrtskirche Maria Hilf mit einer sehenswerten Rokokoausstattung. Oberhalb von Zell befinden sich die beiden Burgruinen Eisenberg und Hohenfreyberg. Auf Gemeindegebiet liegen außerdem der Burgstall Gschrift und das Schlössle in Weizern.

### Bildung
Es gibt folgende Einrichtungen:
- Kindergarten mit 25 Kindergartenplätzen
- Grundschule mit 7 Lehrern und 124 Schülern
- Burgenmuseum Eisenberg: Exponate aus den Burgruinen Eisenberg und Hohenfreyberg

## Persönlichkeiten
- Bertold Pölcher (1941–2023), Heimatforscher